# はるひ野
はるひ野（はるひの）は、神奈川県川崎市麻生区の町名。現行行政地名ははるひ野1丁目から5丁目。町丁制定時より全域が住居表示実施区域である。
川崎市麻生区黒川の一部が分立して成立。2006年（平成18年）に黒川下地区の一部で住居表示を施行した際に、新たに「はるひ野」の町名が与えられた。

## 概要

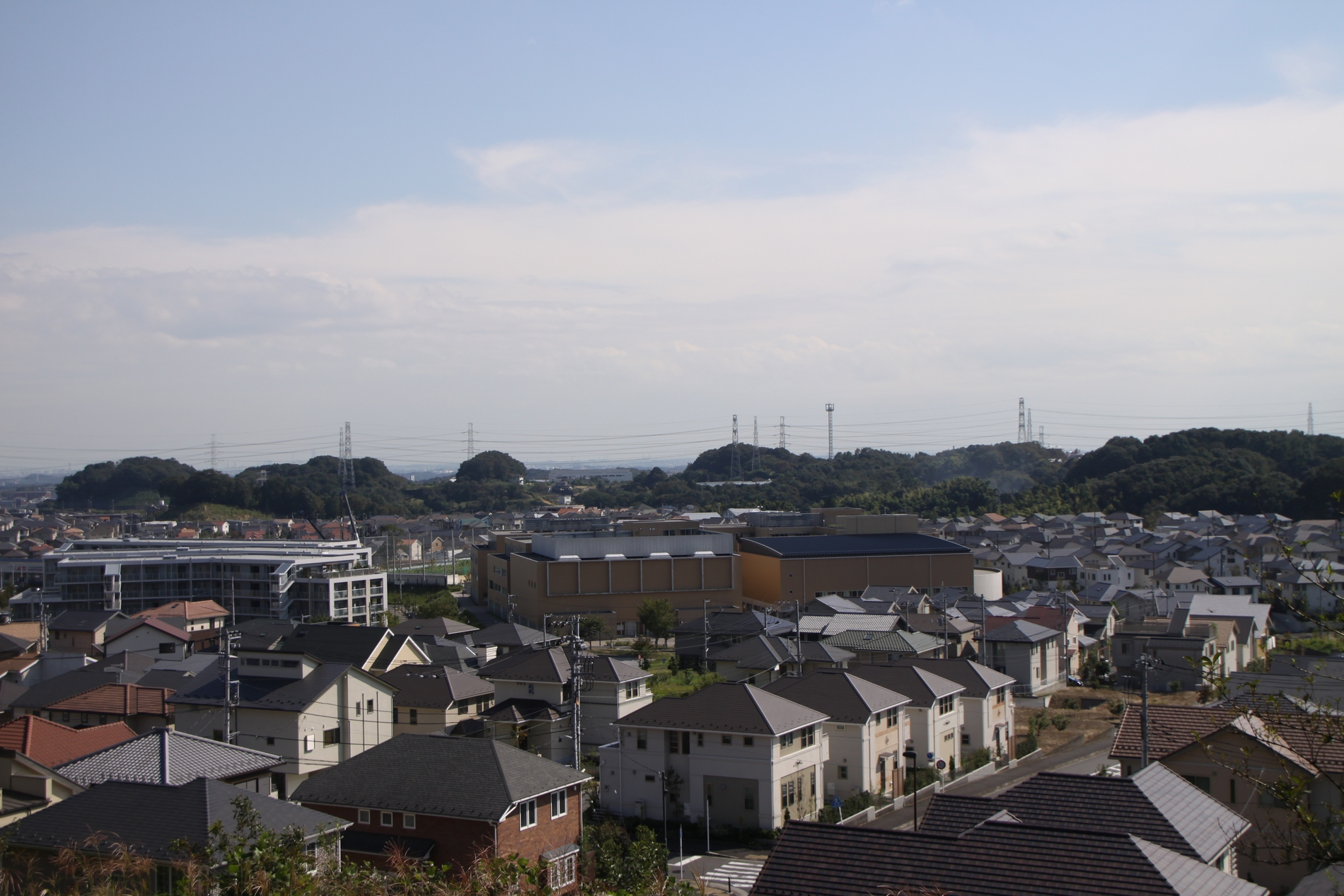
はるひ野の住宅街（2011年10月）

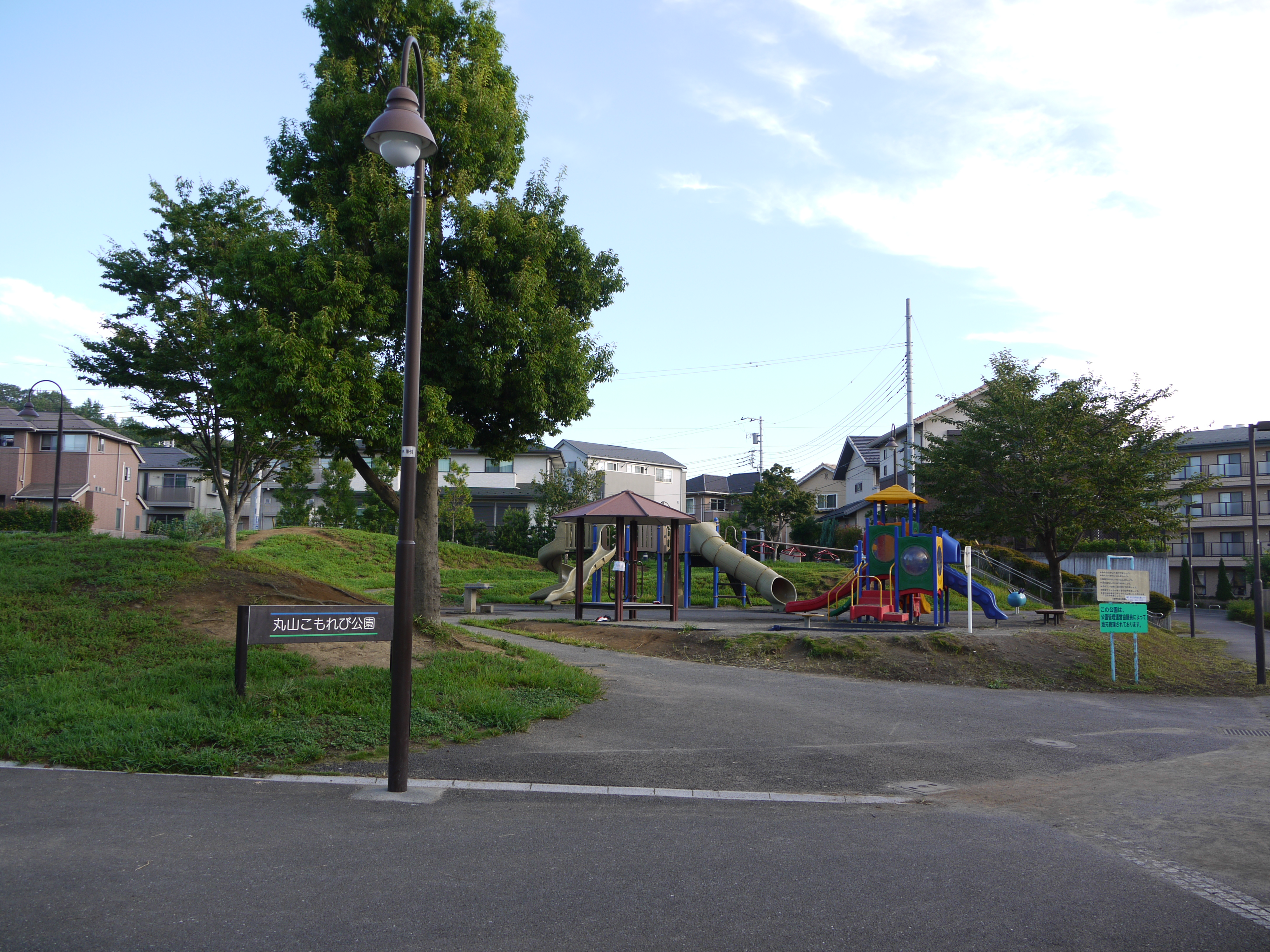
はるひ野の児童公園（2012年9月）

1982年（昭和57年）7月1日、旧柿生村・旧岡上村の全域、および旧生田村の一部が多摩区より分区し麻生区となる。これに伴い、神奈川県川崎市麻生区黒川となる。同地区は川崎市の北部最西端の多摩丘陵に所在し、周囲を東京都稲城市・多摩市・町田市に囲まれた県境の地域である。
隣接する多摩市・稲城市（および町田市の一部）で、日本住宅公団（現：都市再生機構）が主導して開発された多摩ニュータウン計画により、小田急多摩線と京王相模原線が開業。黒川下地区においても鶴川街道に加えて尻手黒川道路、などの交通網が整備された。
多摩ニュータウン若葉台地区（稲城市若葉台、かつての稲城市坂浜地区）では、住宅・都市整備公団（当時）により多摩ニュータウン最後の団地が開かれた。その最寄り駅である京王相模原線若葉台駅は黒川下地区に立地する。
当地でも多摩ニュータウン計画に呼応して宅地開発が進み、2004年度には「はるひ野」（北緯35度37分4秒 東経139度27分48.8秒）の名称で新興住宅地が街開きし、2004年12月11日には小田急多摩線に新駅としてはるひ野駅が開業した。2006年（平成18年）3月13日には、黒川下地区の一部地域で住居表示を施行し、都市再生機構開発地域の町名が黒川から「はるひ野」へ改められた。

### 町名の由来
都市基盤整備公団（2004年7月に都市再生機構に改組）開発の分譲地名称が「くろかわはるひ野」であったことによる。「はるひ野」の地名自体は、2001年（平成13年）4月に開催された地権者と都市基盤整備公団との協議により「はるひ野」「みずき野」「万葉の丘」の3案から独自性を主眼に選ばれた。「はるひ野」は「はる」に新しい街の成長への期待、「ひ」はおおむね東向きの斜面に開発された土地であることから温かさを、「野」は広がりを表すものとされている。
はるひ野駅の駅名にも、元の地名である「黒川」を入れて「黒川はるひ野駅」とする案が地元にはあったが、すでに黒川駅があることから、類似駅名は利用者が混乱するとの理由で「はるひ野」とされた。2009年時点では、小田急電鉄の駅で唯一平仮名が入る駅名である。
分譲地のブランド名として独自性を維持するため「はるひ野」は都市再生機構が商標登録していた。なお、2021年時点で特許庁の「特許情報プラットホーム」では「はるひ野」の商標登録が確認できないため、初回商標登録から10年目の更新が行われず、2014年（平成26年）12月24日で失効したものと思われる。

### 地価
住宅地の地価は、2025年（令和7年）1月1日の公示地価によれば、はるひ野2丁目10-11の地点で23万5000円/m²となっている。

## 歴史

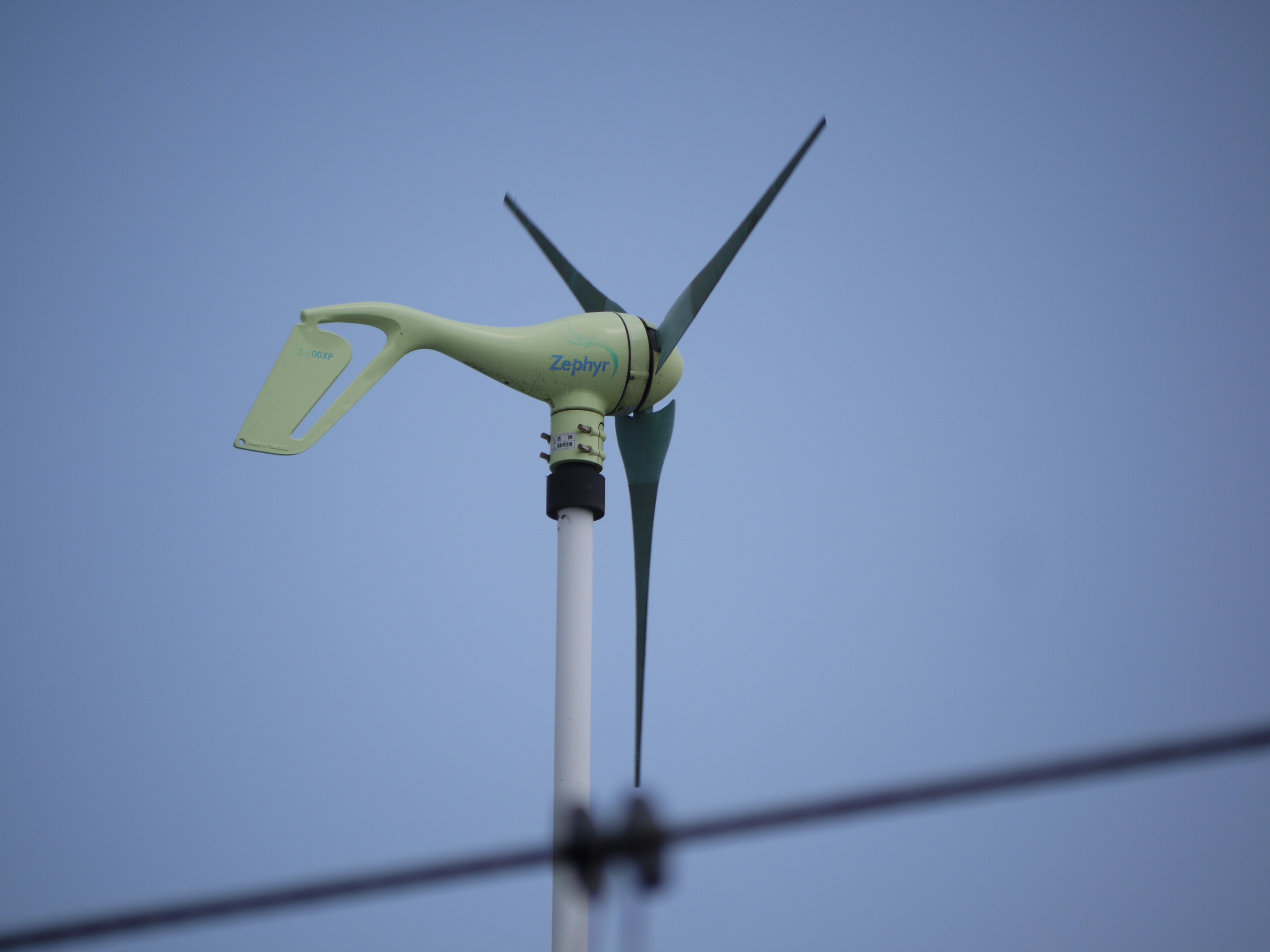
はるひ野駅の屋根上に設置された小型風力発電機

黒川上営農団地に近接し、かつては三沢川の水源の森であった山林を切り開いて造成した。
当地区の開発構想は1973年（昭和48年）ごろから存在し、当初は小田急電鉄と京王帝都電鉄（現：京王電鉄）が事業主体となる計画であったが、地権者の合意が得られず、1977年（昭和52年）にいったん計画が中止されている。
翌1978年（昭和53年）から住宅・都市整備公団が主導して開発構想が再開したものの、川崎市内に残った最後の山間部であること、三沢川の水源であることから反対運動が起こり、1982年の計画策定から事業決定までに7年を要した。そのため、三沢川の湧水源を残すために開発計画を変更し、まちづくりに際して自然公園として谷ツ公園を設置したり、町内の児童公園に「柳町（柳之町）」「海道」「宮添」などの旧字名を冠するなどの配慮がなされている。
1992年から造成が開始され、開発中には縄文前期・中期の遺跡発掘調査が行われた。この際に第二次世界大戦中に当地に駐屯した陸軍照空隊陣地跡も発掘されている。
2003年11月から住宅地として入居が開始され、2004年12月11日にははるひ野駅が開業した。はるひ野駅には再生可能エネルギーとして風力発電が導入されている。
2008年4月には小中一貫校である川崎市立はるひ野小学校・川崎市立はるひ野中学校が開校した。また2008年4月には「はるひ野ショッピングセンター」が開業し、2008年11月にははるひ野駅南口に駅前広場が完成した。
2011年（平成23年）3月31日からは、稲城市コミュニティバス「iバス」が南口駅前広場への乗り入れを開始した。

## 世帯数と人口
2025年（令和7年）6月30日現在（川崎市発表）の世帯数と人口は以下の通りである。
| 丁目          | 世帯数    | 人口    |
| ------------- | --------- | ------- |
| はるひ野1丁目 | 679世帯   | 1,867人 |
| はるひ野2丁目 | 520世帯   | 1,362人 |
| はるひ野3丁目 | 460世帯   | 1,383人 |
| はるひ野4丁目 | 783世帯   | 1,858人 |
| はるひ野5丁目 | 432世帯   | 1,196人 |
| 計            | 2,874世帯 | 7,666人 |

### 人口の変遷
国勢調査による人口の推移。
| 年                 | 人口  |
| ------------------ | ----- |
| 2010年（平成22年） | 5,553 |
| 2015年（平成27年） | 7,766 |
| 2020年（令和2年）  | 8,064 |

### 世帯数の変遷
国勢調査による世帯数の推移。
| 年                 | 世帯数 |
| ------------------ | ------ |
| 2010年（平成22年） | 1,927  |
| 2015年（平成27年） | 2,528  |
| 2020年（令和2年）  | 2,696  |

## 学区
市立小・中学校に通う場合、学区は以下の通りとなる（2021年12月時点）。
| 丁目          | 番地 | 小学校                 | 中学校                 |
| ------------- | ---- | ---------------------- | ---------------------- |
| はるひ野1丁目 | 全域 | 川崎市立はるひ野小学校 | 川崎市立はるひ野中学校 |
| はるひ野2丁目 | 全域 | 川崎市立はるひ野小学校 | 川崎市立はるひ野中学校 |
| はるひ野3丁目 | 全域 | 川崎市立はるひ野小学校 | 川崎市立はるひ野中学校 |
| はるひ野4丁目 | 全域 | 川崎市立はるひ野小学校 | 川崎市立はるひ野中学校 |
| はるひ野5丁目 | 全域 | 川崎市立はるひ野小学校 | 川崎市立はるひ野中学校 |

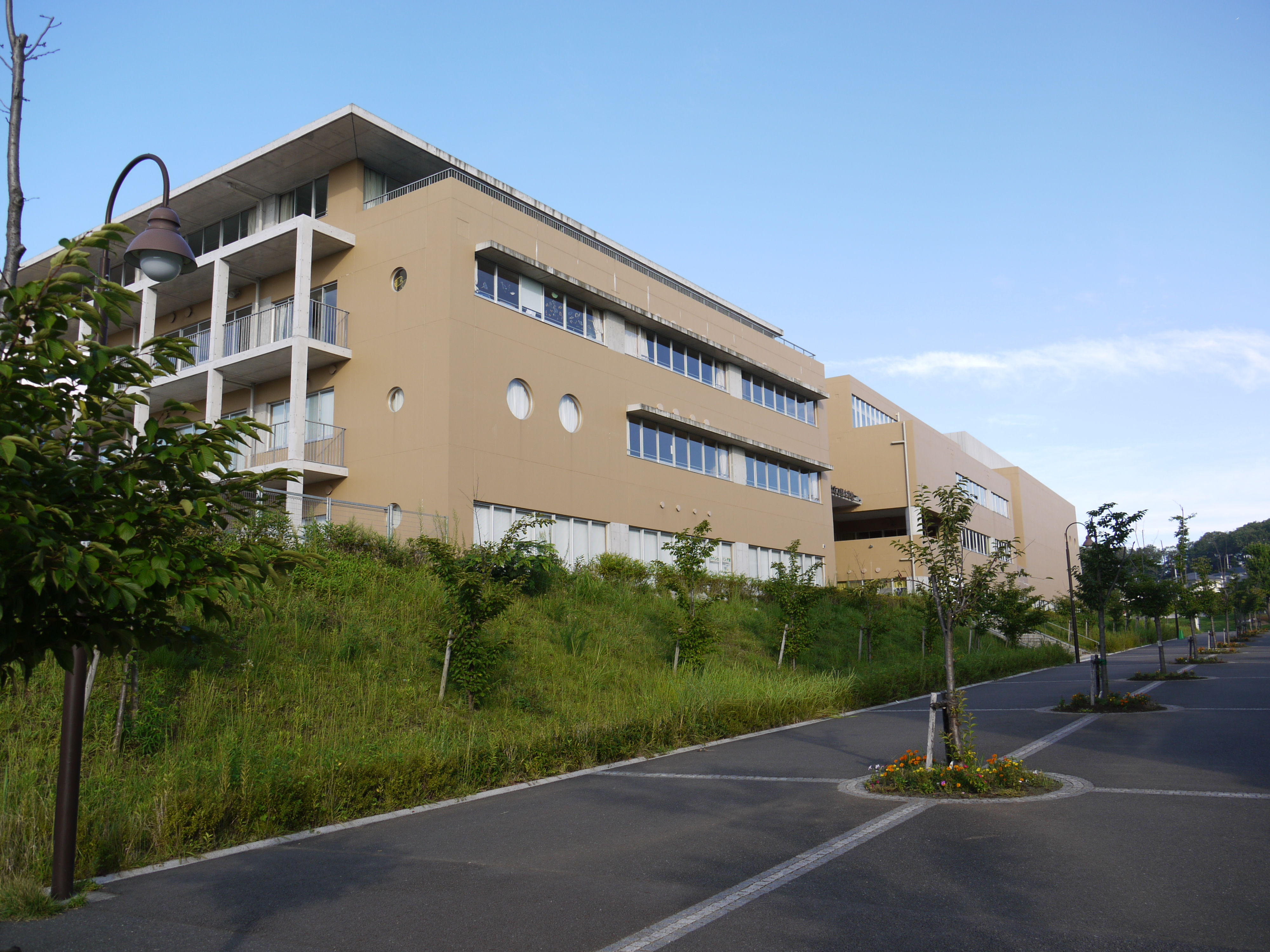
はるひ野小学校・中学校 小中一貫校として同一敷地内に所在する。
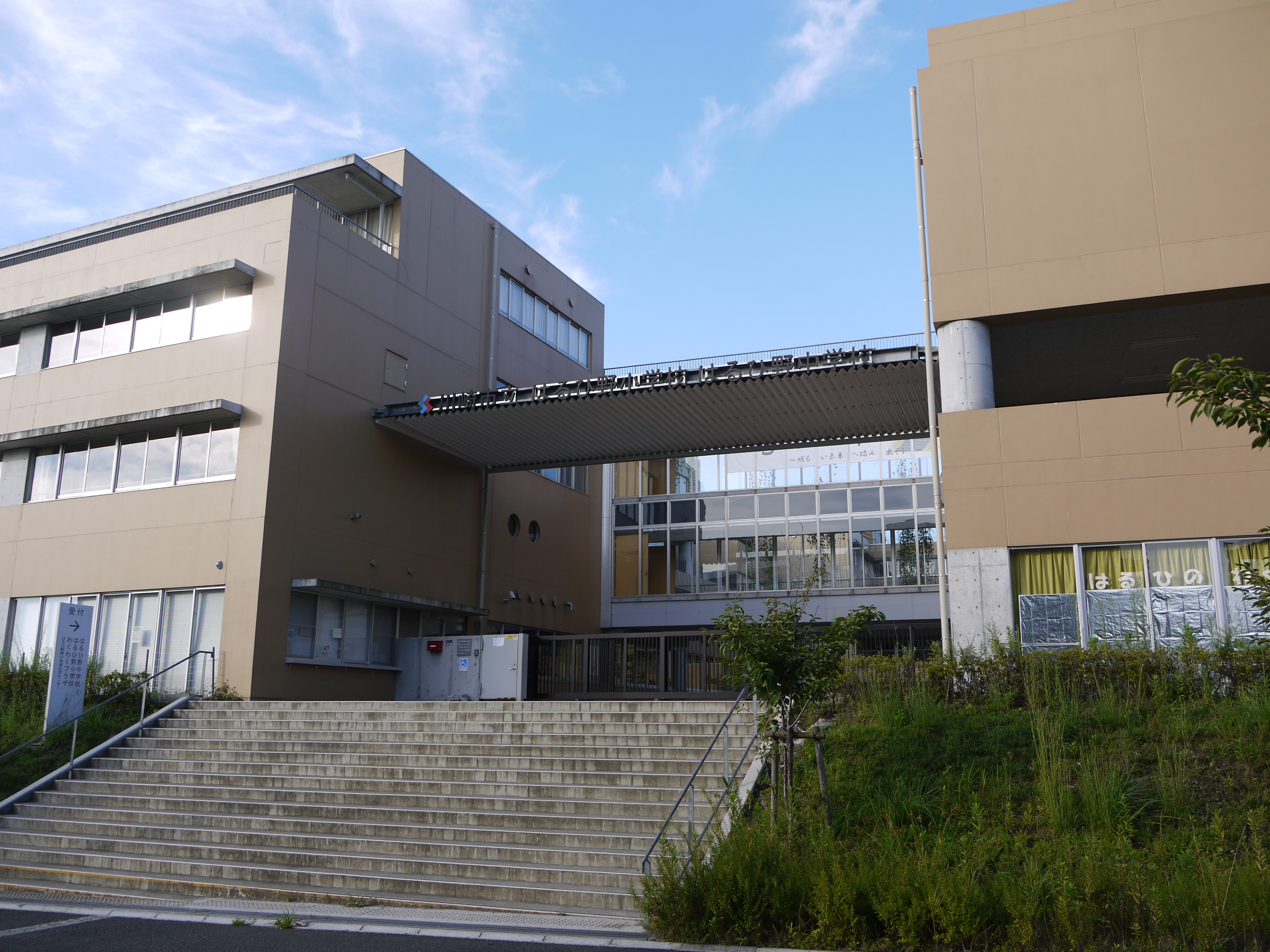
はるひ野小学校・中学校の入口

## 事業所
2021年（令和3年）現在の経済センサス調査による事業所数と従業員数は以下の通りである。
| 丁目          | 事業所数 | 従業員数 |
| ------------- | -------- | -------- |
| はるひ野1丁目 | 20事業所 | 177人    |
| はるひ野2丁目 | 12事業所 | 64人     |
| はるひ野3丁目 | 5事業所  | 12人     |
| はるひ野4丁目 | 32事業所 | 577人    |
| はるひ野5丁目 | 11事業所 | 136人    |
| 計            | 80事業所 | 966人    |

### 事業者数の変遷
経済センサスによる事業所数の推移。
| 年                 | 事業者数 |
| ------------------ | -------- |
| 2016年（平成28年） | 63       |
| 2021年（令和3年）  | 80       |

### 従業員数の変遷
経済センサスによる従業員数の推移。
| 年                 | 従業員数 |
| ------------------ | -------- |
| 2016年（平成28年） | 759      |
| 2021年（令和3年）  | 966      |

## 交通

### 鉄道
- 小田急多摩線 - はるひ野駅

京王相模原線は、町域内を通過するが鉄道駅は存在しない。

### バス
- 稲城市コミュニティバス「iバス」Cコース
  - 平尾団地 - 坂浜診療所 - はるひ野駅 - 若葉台駅 - 長峰 - 向陽台 - 稲城市立病院 - 南多摩駅
- 小田急バス 柿24系統（小田急バス新百合ヶ丘営業所#柿生線） 
  - 柿生駅北口 - 黒川分校下 - 黒川 - 下黒川 - はるひ野駅入口 - 稲城台病院入口 - 若葉台駅

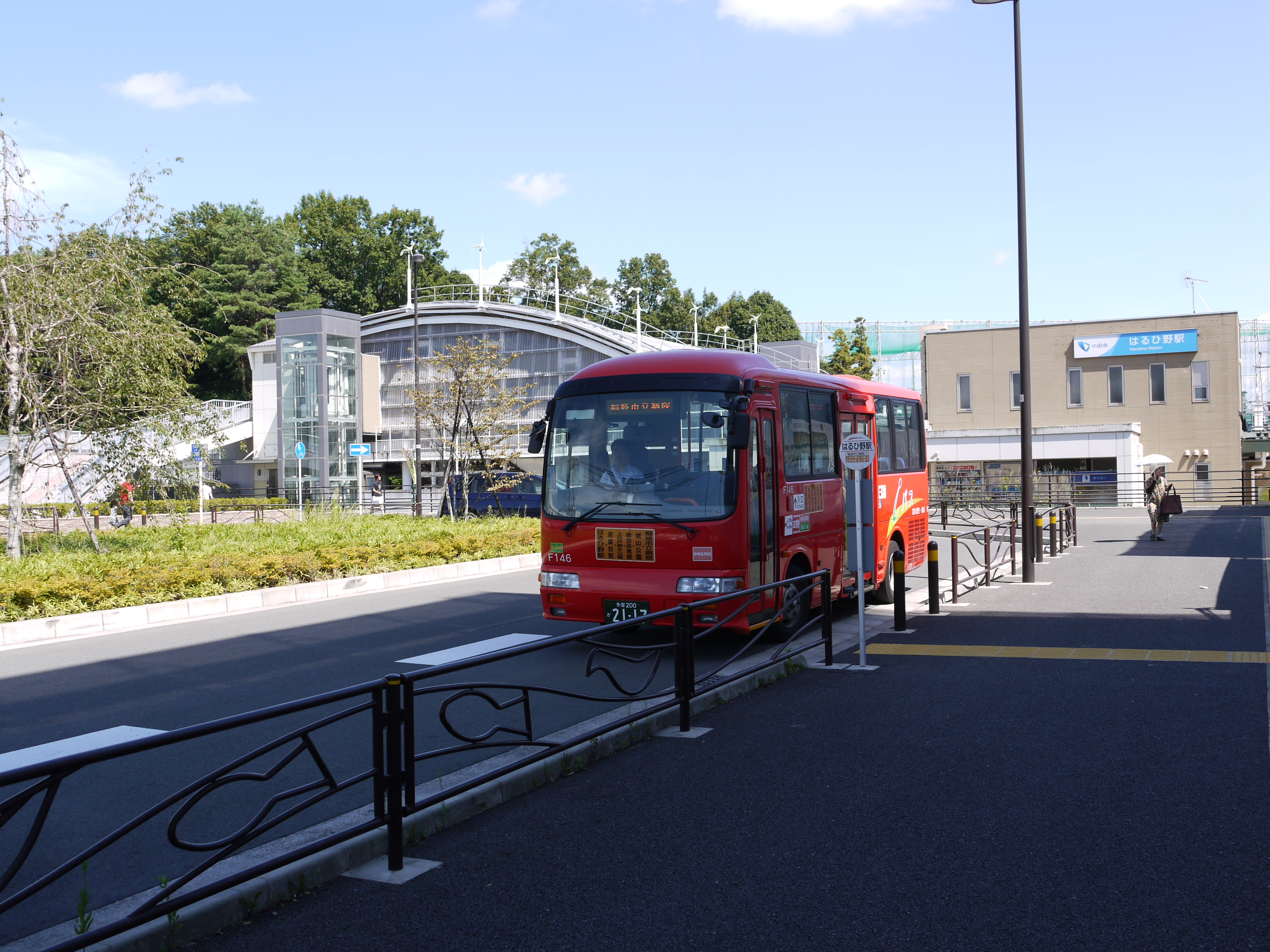
はるひ野駅南口ロータリーから出発するiバス
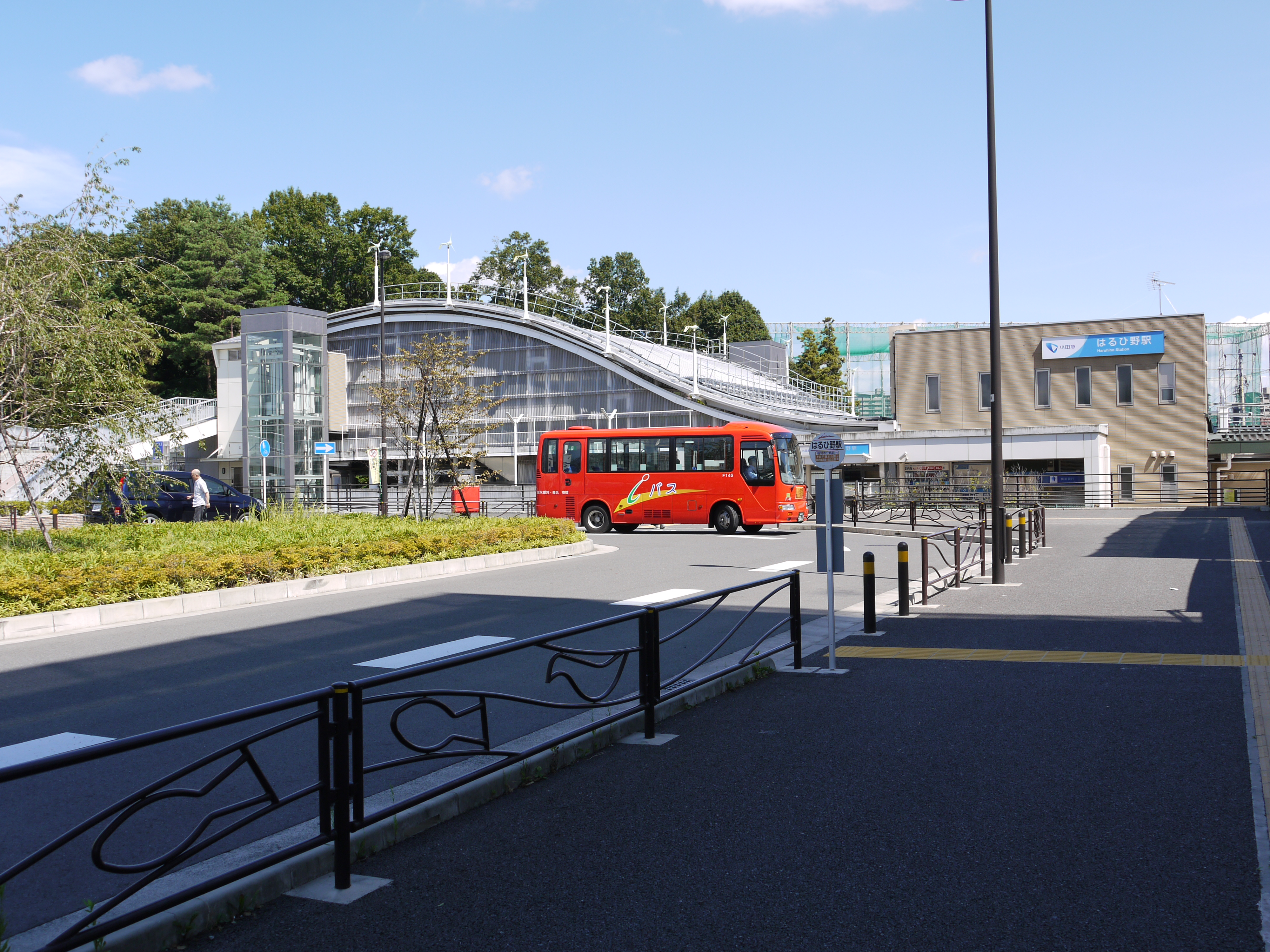
はるひ野駅南口ロータリーに乗り入れるiバス
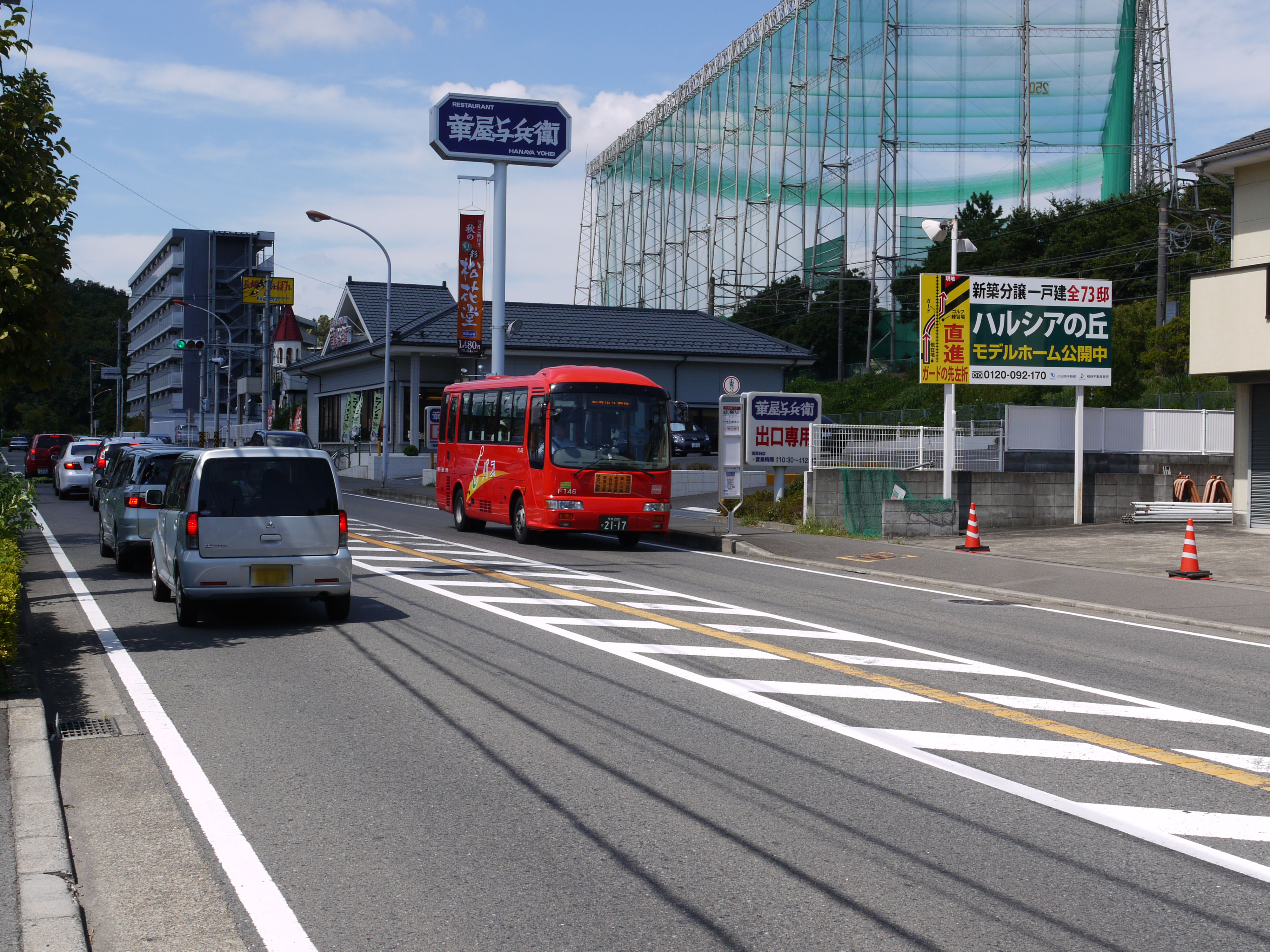
はるひ野駅入口を通過するiバス
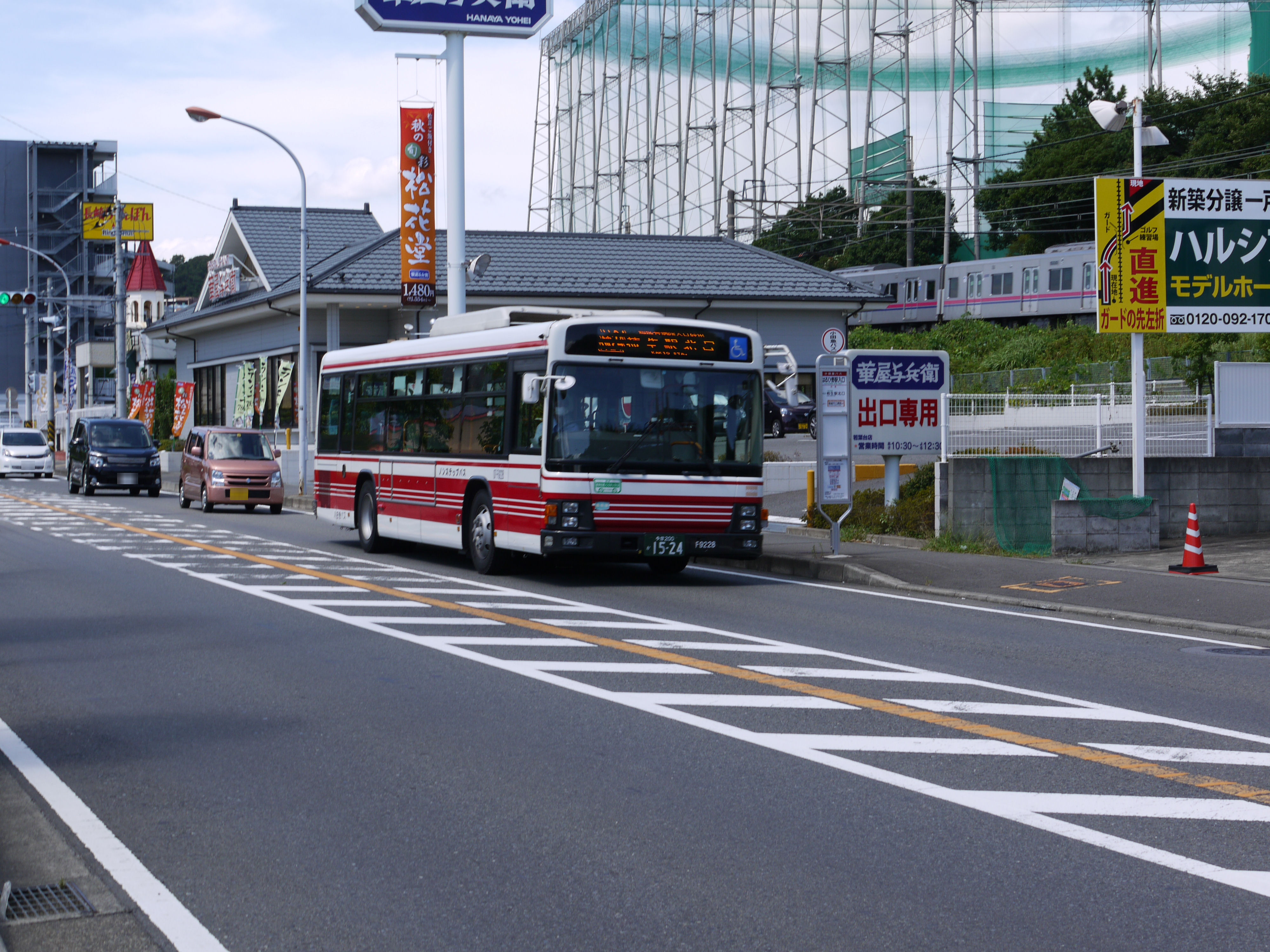
はるひ野駅入口に停車する小田急バス（柿24系統）

### 道路
- 神奈川県道・東京都道137号上麻生連光寺線
- 多摩よこやまの道[29]

## 施設
町域の大半は戸建分譲住宅地で、マンションも建設されている。そのほか、自然保護のため保全された緑地や公園が存在する。
- ローソン はるひ野駅前店
- はるひ野ショッピングセンター
  - スーパークリシマ はるひ野店（食品スーパー、本社：川崎市中原区新城）[30]
  - カワチ薬品 はるひ野店（ドラッグストア・調剤薬局）
- 川崎市立はるひ野小学校・中学校
- 黒川谷ツ公園
- はるひ野ことり公園
- 丸山こもれび公園
- 柳町いろどり公園
- 海道ひだまり公園
- クラスヒル小公園
- はるひ野ポケットパーク
- 黒川よこみね緑地
- 黒川池谷戸緑地
- 黒川学舎緑地

## その他

### 日本郵便
- 郵便番号 : 215-0036[3]（集配局 : 麻生郵便局[31]）

### 警察
町内の警察の管轄区域は以下の通りである。
| 丁目          | 番・番地等 | 警察署     | 交番・駐在所 |
| ------------- | ---------- | ---------- | ------------ |
| はるひ野1丁目 | 全域       | 麻生警察署 | 栗平駅前交番 |
| はるひ野2丁目 | 全域       | 麻生警察署 | 栗平駅前交番 |
| はるひ野3丁目 | 全域       | 麻生警察署 | 栗平駅前交番 |
| はるひ野4丁目 | 全域       | 麻生警察署 | 栗平駅前交番 |
| はるひ野5丁目 | 全域       | 麻生警察署 | 栗平駅前交番 |